# Unione Sportiva Carrarese "Pietrino Binelli" 1942-1943
Questa voce raccoglie le informazioni riguardanti l'Unione Sportiva Carrarese "Pietrino Binelli" nelle competizioni ufficiali della stagione 1942-1943.

## Rosa
| N. |                   | Ruolo | Calciatore         |
| -- | ----------------- | ----- | ------------------ |
|    | Italia (bandiera) | A     | S. Carnicelli      |
|    | Italia (bandiera) | P     | Quinto Ceccatelli  |
|    | Italia (bandiera) | A     | Alessandro Ciberti |
|    | Italia (bandiera) | C     | Bruno Ferri        |
|    | Italia (bandiera) | A     | Tommaso Galeotti   |
|    | Italia (bandiera) | D     | Alfredo Gianesello |
|    | Italia (bandiera) | A     | M. Guerrieri       |
|    | Italia (bandiera) | C     | S. Isoppi          |
|    | Italia (bandiera) | C     | G. Lombardini      |

| N. |                   | Ruolo | Calciatore            |
| -- | ----------------- | ----- | --------------------- |
|    | Italia (bandiera) | P     | D. Pieramatti         |
|    | Italia (bandiera) | D     | Mario Galletti Prayer |
|    | Italia (bandiera) | C     | E. Puccini            |
|    | Italia (bandiera) | D     | E. Ricci              |
|    | Italia (bandiera) | A     | Angelo Savoldi        |
|    | Italia (bandiera) | D     | R. Taevar             |
|    | Italia (bandiera) | A     | L. Venturi            |
|    | Italia (bandiera) | A     | E. Viganò             |
|    | Italia (bandiera) | C     | Narciso Zelesnich     |